# Kate Walsh
Kathleen Erin "Kate" Walsh, född 13 oktober 1967 i San Jose, Kalifornien, är en amerikansk skådespelerska. Hon är känd för sina roller som Dr. Addison Montgomery på ABC-TV-dramaserier Grey's Anatomy och Private Practice, Olivia Baker i Netflix dramaserie Tretton skäl varför (13 Reasons Why) och The Handler i The Umbrella Academy.
Walsh vann pris för bästa skådespelerska 2002 för kortfilmen Model Trapper på New York International Independent Film & Video Festival, samt ett Screen Actors Guild Award för Grey's Anatomy 2007.

## Bakgrund och familj
Walsh föddes i San Jose, Kalifornien och är dotter till Angela Walsh. Hon växte upp i ett romersk-katolskt hushåll i Tucson, Arizona. Hennes far är irländsk och är infödd i Navan, County Meath, och hennes mamma är av italiensk härkomst.
Walsh gick på Catalina Magnet High School i tre år, innan hon flyttade och tog examen från Rincon High School. Hon studerade senare till skådespelare vid University of Arizona och i Chicagos Piven Theatre Workshop, innan hon flyttade till New York City där hon försörjde sig genom vara servitris.

## Filmografi

### Filmer
| År   | Titel                                               | Roll            | Anmärkningar      |
| ---- | --------------------------------------------------- | --------------- | ----------------- |
| 1996 | Normal Life                                         | Cindy Anderson  |                   |
| 2000 | En andra chans                                      | Jeannie         |                   |
| 2003 | Under the Tuscan Sun                                | Grace           |                   |
| 2004 | After the Sunset                                    | Shelia          |                   |
| 2004 | Wake Up, Ron Burgundy: The Lost Movie               | Sue             | Direkt till video |
| 2005 | Kicking and Screaming                               | Barbara Weston  |                   |
| 2005 | En förtrollad romans                                | Sexy Waitress   |                   |
| 2010 | Legion                                              | Sandra Anderson |                   |
| 2011 | Angels Crest                                        | Roxanne         |                   |
| 2012 | The Perks of Being a Wallflower                     | Mrs. Kelmeckis  |                   |
| 2013 | Scary Movie 5                                       | Mal Colb        |                   |
| 2015 | Just Before I Go                                    | Kathleen Morgan |                   |
| 2017 | Girls Trip                                          | Elizabeth       |                   |
| 2017 | Mark Felt: The Man Who Brought Down the White House | Pat Miller      |                   |
| 2018 | Ideal Home                                          | Kate            |                   |

### TV
| År        | Titel                                 | Roll                   | Anmärkningar                                                                 |
| --------- | ------------------------------------- | ---------------------- | ---------------------------------------------------------------------------- |
| 1996      | Homicide: Life on the Street          | Cathy Buxton           | 1 avsnitt                                                                    |
| 1997      | I lagens namn                         | Lt. Kirstin Blair      | 1 avsnitt                                                                    |
| 1997–2002 | The Drew Carey Show                   | Nicki Fifer            | 21 avsnitt                                                                   |
| 1998      | Amors pilar                           | Heidi                  | 1 avsnitt                                                                    |
| 2000–2001 | Norm show                             | Jenny                  | 5 avsnitt                                                                    |
| 2001      | The Fugitive                          | Agent Eve Hilliard     | 3 avsnitt                                                                    |
| 2001      | The Mind of the Married Man           | Carol Nelson           | 4 avsnitt (Säsong 1 avsnitt 3, 4, 6 och 7)                                   |
| 2003–2004 | Karen Sisco                           | Marley Novak           | 2 avsnitt                                                                    |
| 2004      | CSI: Crime Scene Investigation        | Mimosa                 | 1 avsnitt                                                                    |
| 2004      | Complete Savages                      | Maggie                 | 1 avsnitt                                                                    |
| 2005      | Eyes                                  | Kendall Judd           | 1 avsnitt                                                                    |
| 2005–2012 | Grey's Anatomy                        | Dr. Addison Montgomery | Gäst (Säsong 1) Huvudroll (Säsong 2–3) Speciell gäst (Säsong 4–8) 59 avsnitt |
| 2007–2013 | Private Practice                      | Dr. Addison Montgomery | Huvudroll 109 avsnitt                                                        |
| 2009      | King of the Hill                      | Kat Savage             | 1 avsnitt                                                                    |
| 2011      | Comedy Central Roast of Charlie Sheen | Roaster                | 1 avsnitt                                                                    |
| 2014      | Fargo                                 | Gina Hess              | 4 avsnitt                                                                    |
| 2014–2015 | Bad Judge                             | Rebecca Wright         | Huvudroll 13 avsnitt                                                         |
| 2015      | Undateable                            | Kund                   | 1 avsnitt                                                                    |
| 2017–2019 | 13 Reasons Why                        | Olivia Baker           | Huvudroll (säsong 1–2), gäst (säsong 3); 27 avsnitt                          |
| 2019      | Fam                                   | Jolene                 | 1 avsnitt                                                                    |
| 2019–     | The Umbrella Academy                  | The Handler            | Återkommande roll (säsong 1), huvudroll (säsong 2–); 13 avsnitt              |

## Utmärkelser och nomineringar
| År   | Utmärkelse                            | Kategori                                                 | Arbete                                                             | Resultat  |
| ---- | ------------------------------------- | -------------------------------------------------------- | ------------------------------------------------------------------ | --------- |
| 2006 | Satellite Awards                      | Best Ensemble, Television                                | Grey's Anatomy (Delad tillsammans med medspelare)                  | Vann      |
| 2006 | Screen Actors Guild Awards            | Outstanding Performance by an Ensemble in a Drama Series | Grey's Anatomy (Delad tillsammans med medspelare)                  | Nominerad |
| 2007 | Screen Actors Guild Awards            | Outstanding Performance by an Ensemble in a Drama Series | Grey's Anatomy (Delad tillsammans med medspelare)                  | Vann      |
| 2008 | Screen Actors Guild Awards            | Outstanding Performance by an Ensemble in a Drama Series | Grey's Anatomy (Delad tillsammans med medspelare)                  | Nominerad |
| 2011 | People's Choice Awards                | Favorite TV Drama Actress                                | Private Practice                                                   | Nominerad |
| 2012 | San Diego Film Critics Society Awards | Best Ensemble Performance                                | The Perks of Being a Wallflower (Delad tillsammans med medspelare) | Vann      |
| 2012 | Awards Circuit Community Awards       | Best Cast Ensemble                                       | The Perks of Being a Wallflower (Delad tillsammans med medspelare) | Nominerad |